# Mabinogi (игра)
Mabinogi (кор. 마비노기) — онлайн-игра, выпущенная южнокорейской компанией Nexon и разработанная студией devCAT, одной из нескольких групп разработчиков Nexon Inc. Валлийское слово mabinogi было найдено в первоначальной рукописи Mabinogion.
Игра выполнена в стиле аниме. Трехмерная, с эффектом ручной обводки края текстур. Игровой мир развивается непрерывно, путём выпуска важных патчей (именуемых в дальнейшем «Поколение» и «часть»), посредством которых внедряются новые районы, новые навыки, дополнительные функции, такие как «питомцы», а также развивается сюжет. Пользовательский интерфейс прост и разработан по подобию Microsoft Windows Taskbar.
Mabinogi была построена по гибридной VAS (Value Added Services) модели (которая незначительно варьируется для каждой игровой локализации). В Южной Корее, начиная с 3 сезона, Mabinogi была полностью переведена на микротранзакции. В настоящее время в Mabinogi можно бесплатно играть 24 часа в сутки. Подписка отсутствует, однако в игре предусмотрена возможность совершения покупок за реальные деньги.
Mabinogi доступна в Южной Корее, Японии, Тайване, Гонконге, Китае, Северной Америке, Новой Зеландии, Австралии, а с 2009 года — в Европе, России, Израиле и Турции.
Североамериканский закрытый бета-тест начался 30 января 2008 г., в 2 часа дня по тихоокеанскому времени. 5 марта 2008 г. открытая бета-версия была доступна только для пользователей FilePlanet.com Полный доступ к бета-тесту был открыт 6 марта 2008 г., в 3 часа дня по тихоокеанскому времени. Североамериканская локализация Mabinogi была официально выпущена 27 марта 2008 г.
Во время игровой конференции Gstar была анонсирована версия для Xbox 360. Однако, в сентябре 2009 г. была опубликована информация о приостановке разработки в связи с тем, что нужная бизнес-модель игры так и не была приобретена.

## Игровой процесс
В Mabinogi игрок не ограничен какой-либо конкретной профессией, привязанной к расе персонажа, и может свободно развивать любой из доступных навыков. Комбинации выбранных навыков, возраста, предметов, конституции, а также прочих параметров составляет игровой характер персонажа. Для того, чтобы изучать и совершенствовать навыки персонажа, игроку потребуются очки умений («Ability Points», именуемые в дальнейшем «AP»).
Большая роль в игре отводится социальному аспекту. В Mabinogi можно сидеть вокруг костра, играть и сочинять собственную музыку, готовить и обмениваться едой, общаться с друзьями в удобном чате. Также есть возможность использовать достаточно большое количество «эмоций», чтобы взаимодействие игрока с миром игры было наиболее полным.

### Создание персонажа и его развитие
Пользователям из России создать нового персонажа возможно лишь на североамериканском сервере, так как на европейском т. н. free-карта не даётся. Купить же премиум- или базовую карту невозможно, пока у игрока не создан хотя бы один персонаж. Таким образом, это замкнутый круг.
Персонаж создаётся с помощью «карты персонажа» (Character Cards). Существует три вида карт: базовый, премиум и assistant. Одна бесплатная карта дается при регистрации вашего аккаунта, она имеет возможности премиум-карты и не привязана к расе. По ходу игры можно получить 2 assistant-карты, в части функционала аналогичные базовым картам, для создания эльфа и гиганта. Все последующие карты персонажей покупаются в специальном магазине. Премиум-карта имеет гораздо большие возможности для индивидуализации персонажа.
В настоящее время существует три расы, доступные игрокам: люди, эльфы (стали доступны, начиная с поколения 5, главы 2) и гиганты (с поколения 6, главы 2). При создании персонажа можно выбрать возраст от 10 до 17 лет. Персонаж становится старше на один год каждую субботу (реальную). Различный возраст также даёт различные первоначальные характеристики, которые растут с годами. Также AP презентуются персонажу при взрослении: в юности персонаж получает больше AP, чем в более старшем возрасте. Например, если созданному персонажу 10 лет, то в 11 он получит 5 AP, но если созданному персонажу 16 лет, то в 17 он получит только 1 AP. Когда же персонаж старше 18 лет, он вообще не получит AP.
В Mabinogi присутствует особый элемент игры, называемый «Перерождение». Это очень важная особенность, которая заставляет игроков покупать игровую валюту компании Nexon. Для Перерождения карточка персонажа должна быть куплена, и выбран существующий персонаж. При достижении персонажем возраста 20 лет Перерождение производится уже без использования карты. Перерождение позволяет игроку изменить возраст персонажа, пол, внешний вид и сбросить персонажа на 1 уровень, сохраняя при этом все ранее изученные навыки. Частота Перерождений ограничена 1 разом в неделю.
В 25 лет персонаж перестает получать AP от взросления, которые необходимы для поднятия уровня мастерства навыков. За поднятие уровней начисляются только AP и не растут характеристики. Для того, чтобы ускорить повышение характеристик, игроки и должны использовать систему Перерождения.
То, как персонаж питается, тоже важно, так как питание влияет на внешний вид персонажа. При употреблении определённых продуктов у персонажа изменяется вес (например, употребление ягод приводит к похудению); кроме того, могут произойти изменения некоторых характеристик. Следует отметить, что эти изменения происходят с течением времени и заметны не сразу. Важно: любое употребление пищи, когда персонаж сыт, приводит к увеличению его веса.
Каждый день недели (реальный) даёт в игре различные бонусы, такие как более высокая ставка опыта для определённых навыков, взросление, приобретение AP, увеличение возможности удачно создать предмет и т. д.

### Боевая система
Ключом к успеху в боях может послужить умение хорошо предсказывать следующий шаг противника и использовать соответствующие наступательные и оборонительные навыки. Конечно, существует и автоматический режим боя (но он гораздо менее эффективен, чем использование эффектов контроля).
Некоторые монстры бывают агрессивны и атакуют в пределах радиуса своего зрения. Высокий ИИ (Искусственный интеллект) противников делает сражения более интересными и захватывающими, а также снижает вероятность создания ботов.
При гибели персонажа он теряет свой опыт, а иногда и некоторые вещи (утраченные вещи можно восстановить у определённого NPC за часть их стоимости). Умершие персонажи могут быть возрождены другими игроками; кроме того, персонажа может возродить NPC по имени Нао, если будет использован «Камень Душ Нао», приобретаемый в игровом магазине.
Если персонаж погибает, имея нулевой уровень опыта, то вычет очков опыта будет произведен при следующем наборе опыта.

### Fantasy Life
Для наиболее полного раскрытия всех сторон фантастической жизни существует широкий спектр социальных навыков. Игроки могут совершать в Mabinogi различные действия, такие как ухаживание за пшеницей и картофельным полем, производство муки, собирание шерсти с овец и куриных яиц, прядение нитей и изготовление ткани, шитьё вещей, добывание полезных ископаемых и производство различного оружия, игра на музыкальных инструментах и сочинение своей музыки, готовка пищи и т. д.
Используя систему «Music Markup Language», игроки могут сочинять свои собственные музыкальные композиции или использовать музыкальные свитки, созданные другими игроками. В североамериканской версии они известны как навыки «Compose» и «Play Music». Для воспроизведения музыки могут быть использованы различные музыкальные инструменты, такие как лютня, укулеле, флейты и другие. Следует отметить, что существуют и правовые последствия воспроизведения популярных мелодий, защищённых авторским правом; официально Nexon не приветствует таких действий.
Взаимодействие с NPC также является важной частью игры. В зависимости от того, как игрок общается с различными неигровыми персонажами, их отношение к нему меняется, могут становиться доступными дополнительные диалоги. Это даёт возможность открывать для себя новые интересные места на карте и NPC второго плана, разблокировать доступ к новым квестам или навыкам, и т. д. NPC также предлагают целый ряд услуг, таких как магазины, пункты ремонта и улучшения предметов, обучение навыкам и многое другое. У некоторых NPC можно брать временную дневную работу, выполняемую в течение игрового дня, по завершении которой можно получить какую-либо полезную вещицу.

### Основная сюжетная линия
Mabinogi имеет свою сюжетную кампанию. Эта кампания состоит из нескольких связанных между собой сюжетных линий, повествующих об истории мира Эрин (Erinn) и его важных персонажей. Существует 3 истории, раскрывающиеся в определённом порядке, каждая из которых выполняется в определённом Поколении.
- Поколение 1: Появление Богини (Advent of the Goddess)
- Поколение 2: Паладин (Paladin)
- Поколение 3: Тёмный Рыцарь (Dark Knight)

- Поколение 7: Древние Секреты Иринид (Ancient Secrets of Irinid)

- Поколение 8: Дракон (Dragon)
- Поколение 9: Алхимик (Alchemist)

- Поколение 10: Богиня Света (Goddess of Light)
- Поколение 11: Меч Богов (Sword of the Gods)
- Поколение 12: Возвращение Героя (Return of the Hero)
- Поколение 13: Гамлет (Hamlet)
- Поколение 14: Ромео и Джульетта (Romeo and Juliet)
- Поколение 15: Венецианский Купец (Merchant of Venice)
- Поколение 16: Макбет (Macbeth)
- Поколение 17: Шамала и Кошмар (Shamala and Nightmare)
- Поколение 18: Эпизод 1 — Происхождение Судьбы: Демон (Episode 1 — Fate’s Origin: The Demon)
- Поколение 18: Эпизод 2 — Возвращение Героя: Ловушка (Episode 2 — Hero’s Return: The Trap)
- Поколение 18: Эпизод 3 — Ходячий Кошмар: Погоня (Episode 3 — Walking Nightmare: The Chase)

Поколения 4, 5 и 6 не входят в общую сюжетную линию. Такие поколения как 13, 14, 15 и 16 основаны на сюжете известных произведений Уильяма Шекспира.
Поколение 18 разделено на 10 эпизодов, которые разработчики собираются выпускать каждую неделю.

### Квесты, исследования и наем на временную работу
В Mabinogi игрок сможет завершить множество различных квестов по всему миру. Существуют различные виды квестов. Некоторые из них рассчитаны на командное прохождение, другие — на убийство монстра, на собирание определённых вещей или иные задачи, например, с применением некоторых умений вроде приготовления пищи (cooking) или пошива одежды (tailoring).
Некоторые квесты можно завершить, правильно отвечая на вопросы NPC, другие — купив у NPC специальные свитки. Кроме того, существуют квесты, которые можно взять с Доски объявлений.
Вознаграждение за выполнение квеста может состоять из опыта, AP, золота, предметов или сочетания всех этих наград. Квесты помогут игроку исследовать различные игровые регионы и открывать для себя множество доступных NPC. С помощью них игрок вовлекается в различные путешествия по миру и диалоги с различными неигровыми персонажами.
Исследовательские квесты, как правило, включают в себя поиск скрытых объектов, определяемых с помощью пары L-образных стержней, по определённым ориентирам или животным и сделанным с них эскизам. Различные исследовательские квесты доступны в зависимости от уровня разведки игрока.
Когда персонаж завершает исследовательский квест или даже пересекает некий скрытый ориентир, его исследовательский уровень растет, как и базовый: персонаж получит AP и доступ к новым исследовательским навыкам.
Другим видом специальных квестов является наем на временную работу к NPC. Такая работа доступна только в определённое время суток и должна быть закончена в течение дня (игрового). Игрок должен завершит взятую работу (например, доставку посылки к другому NPC, сбор определённых предметов, уборку урожая с поля и т. д.), и доложить об этом NPC, после чего выбрать свою награду.
Работа долгое время на определённого NPC повышает репутацию персонажа у конкретного NPC; также репутацию у NPC можно повысить, принося ему определённые нужные предметы. Когда между персонажем игрока и NPC установится «Дружба», определённые NPC могут раскрыть персонажу хранимую ими тайну, либо делать скидки персонажу при покупке вещей.

### Время и погода
В игре есть свои собственные внутренние часы (36 минут в режиме реального времени соответствуют 1 дню игры): день постепенно сменяется ночью, а ночь — днём (кроме того, присутствуют динамические погодные условия, привязанные к определённой местности, такие как дождь, гроза, песчаная буря).
Каждый день недели (реальный) предоставляет игроку возможность воспользоваться конкретными игровыми бонусами (например, снижение цен в магазине либо повышенный уровень опыта).
Название дней недели в игре отражает кельтскую мифологию. В Mabinogi дни недели соответствуют определённым сезонам.
- Imbolic (воскресенье)
- Alban Eiler (понедельник)
- Beltane (вторник)
- Alban Heruin (среда)
- Lughnasadh (четверг)
- Alban Elved (пятница)
- Samhain (суббота)

### Титулы
При соблюдении определённых условий игровой персонаж может получить титул. Титул может изменить характеристики персонажа, причём изменения могут быть как положительными, так и отрицательными.
Примеры некоторых титулов:
«The Reborn» (Перерождённый)
«Lucky Guy/Girl» (Счастливый Парень/Девушка)
«Bear Slayer with Bare hands» (Убил Медведя Голыми Руками)
«Noob Elemental Master»
«Elemental Master»
«The Ogre Slayer» (Убийца Огров)
«The Fishing King» (Король Рыбалки)
«The Adult» (Взрослый)
«The Beta Tester» (Бета-Тестер)
«The seal breaker of Ciar Dungeon» (Сломавший Печать в Ciar Dungeon)
«Friend of Malcolm/Nora/Trefor/Deian» (Друг Малкольма/Норы/Трефора/Деиана)
«Paladin/Dark knight/Falcon/Savage Beast» (Паладин/Тёмный рыцарь/Сокол/Дикий Зверь)
«The Old» (Старик)
«Who Was Defeated by a Fox at Age 17» (Тот, Кого Победила Лиса в 17 лет)
Некоторые титулы являются уникальными на сервере, и лишь только один персонаж может им обладать (обычно это достигается разбиванием каменной печати). Кроме того, существует несколько титулов, присуждаемых после завершения какого-либо крупного события (event), участникам закрытого бета-тестирования, сменившим облик, взрослеющим или завершившим основной квест.

### Другие особенности игры
Для продажи своих предметов игроки могут создавать магазины.
Добыча с монстров не может быть украдена другими игроками, так как любой предмет, добытый с убитого монстра, другие игроки не могут взять в течение разумного периода времени. Безопасно продавать и обменивать вещи можно через торговую панель.
Если же персонаж случайно погиб и потерял какие-либо предметы, специальный NPC соберёт их и вернёт персонажу за скромное вознаграждение.
С Поколением 3, а также в последующих обновлениях в игру были добавлены жилые районы между Tir Chonaill, Dunbarton и Bangor, на территории ужасных Dugald Aisle, Emain Macha и на территории ужасного плато Sen Mag.
Благодаря этому, игроки могут покупать своим персонажам дома и платить за них арендную плату для того, чтобы их сохранить.
Дома могут быть использованы в качестве магазинов. Кроме того, игроки смогут приобрести различные украшения для жилища своего персонажа.
Как и в некоторых других MMORPG, игровые персонажи могут вступать в брак, обратившись для этого к соответствующему NPC.
Система «Питомцев» (Pet) также не была забыта; игроки могут приобрести карточку животного в интернет-магазине и вызывать его в игре. Домашние животные могут помочь в сражениях, а в некоторых случаях послужить и транспортным средством, позволяющим путешествовать во много раз быстрее, чем пешком. Каждый Питомец имеет полностью настраиваемый ИИ, что позволяет владельцу задать питомцу любые желаемые варианты действий. Ко всему прочему, Питомцы в Mabinogi играбельны сами по себе (можно зайти в игру своим питомцем и играть им). Подобно игроку, Питомец растет и развивается, но существует важное отличие, состоящее в том, что животные автоматически получают навыки по достижении определённого уровня.
Стоит упомянуть и другие особенности: систему дружбы (friend), группы (party) и гильдии (guild). Для создания гильдии требуется купить в магазине расширенный пакет услуг. Гильдии могут расшириться либо поднимать свой уровень, на заседании увеличивать квоты баллов (так называемые Guild Points или GP), которые получают члены гильдии, оставаясь в игре. ПвП (PvP) также присутствует: сражаться можно на специальных аренах, а бои между Паладинами и Темными Рыцарями могут проходить где угодно.

## Навыки
Каждый персонаж может изучить большое количество различных навыков, хотя некоторые из них доступны лишь определённым расам (людям, эльфам и гигантам). Все навыки делятся на четыре категории: боевые, социальные, магические и алхимические. Боевые, в свою очередь, делятся на дистанционные и ближние навыки, а также различные защитные движения. К социальным навыкам относятся следующие: рыбалка, приготовление пищи, сочинение музыки, изготовление одежды, ковка или изготовление зелий. Некоторые из этих навыков применяются в мини-играх.
Магические навыки включают в себя три вида элементальной магии (огонь, лёд, молния) и не элементальную магию, такую как, например, исцеление или восстановление навыка.
В Поколении 8 в игру была введена Алхимия. Алхимия может быть использована для создания временных стен, вызова големов и целого ряда заклинаний, напоминающих магические.
АП (получаемые при повышении уровня либо при завершении важных квестов) необходимы для повышения уровня навыков.
Каждый навык имеет свой ранг, от F до A, а затем от 9 до 1 («F» — самый низкий, а «1» — самый высокий ранг навыка). Практикуя различные навыки, персонаж становится опытнее в их применении (при соответствии уровня персонажа), и может произойти повышение их ранга. Если персонаж использует определённые навыки, пока их ранг не достигнет максимального значения на данном уровне, он будет получать специальные бонусы. Уровень навыка не может быть понижен, даже если уровень персонажа упал. Сбросить все AP с навыков можно, приняв специальную Untrain капсулу (продается лишь в интернет-магазине Nexon). Ко всему прочему, распределение АП на навыки у разных рас различно.

### Навыки Паладин и Тёмный Рыцарь
После завершения Поколения 2 игроки могут приобрести специальный навык «Paladin», который позволяет превратить персонажа в Паладина и использовать усиленные специальные навыки. Кроме того, после прохождения квеста, доступного в Поколении 3, Сезон 4 (G3S4) возможно превращение Паладина в Тёмного Рыцаря. Тёмный Рыцарь и Паладин решительно противостоят друг другу. Тёмные Рыцари имеют дополнительные навыки, недоступные Паладинам, которые позволяют им контролировать монстров. Игроки могут трансформироваться в Паладина или Тёмного Рыцаря один раз в день (по игровому времени); таймер сбрасывается ежедневно в 6:00 утра (по игровому времени).

## Мир Mabinogi
В начале Поколения 1 в мире Mabinogi существует три города.
- Tir Chonaill (зона новичков)
- Dunbarton
- Bangor

Существует также широкий спектр других зон, как, например, зоны, связывающие города, подземелья и квестовые карты, «Soulstream» (место, где происходит встреча с Nao), «ворота» («The Gate»).
Игровой мир постоянно расширяется посредством крупных патчей. В Поколении 2 в мир Erinn вводится новый город Emain Macha. Поколение 4 добавляет регион Rano, находящийся на новом, довольно большом континенте, называемом Iria (эта территория почти в три раза больше, чем размер материка Ulaid, где проходит действие с 1 по 3 Поколения).
Поколение 5 открывает ещё один новый регион под названием Connus, а также внедряет новую расу персонажей, Пустынных Эльфов. Кроме того, он добавляет и город Эльфов Philia.
Поколение 6 добавляет ещё одну расу, расу Гигантов, новые земли, называемые Physis (страна вечных снегов), и столицу этих земель, город «Vales».
Поколение 8 раскрывает ещё одну зону на материке Iria, земли «Zardin», где продолжается основная квестовая линия расы Людей. Это район особенно активных вулканов и серных гейзеров, не являющийся, однако, частью Erinn.
Поколение 9 добавляет некоторые новые регионы и новые города, например, Taltin, город алхимии, где проходит большая часть квестов Главы 3. Taltin находится на материке Ulaid рядом с Dunbarton.

### Лунные врата и Мана туннели
На материке Ulaid существует сеть так называемых «Лунных врат» (Moon gates), которые связывают между собой разные удалённые районы и позволяют игрокам телепортироваться через них. Раз в день (игровой) место назначения врат меняется. Меняется оно периодически и может быть предсказано (многие корейские и японские сайты уже делают это). В особые же ночи все лунные врата переносят игроков в одно место. Мана туннели (Mana tunnel) соединяют между собой различные регионы материка Iria. Их работа отличается от работы Лунных врат. Мана туннели переносят игрока только по тем туннелям, которыми игрок пользовался до этого. К тому же, Лунные врата активны исключительно ночью, в то время как Мана туннели — только днём. Когда Мана туннель активен, он пополняет запасы маны игроков, находящихся рядом с ним.
Для того, чтобы перебраться с одного континента на другой, игроки могут воспользоваться кораблём, либо выбрать «Переместится на континент» (Continent move) в Главном Меню.

### Подземелья
В Mabinogi используется система случайной генерации подземелий (так называемая «Инстант Система» или «Instanced Dungeon System»). Это позволяет полноценно, в одиночку или партией, исследовать подземелье одновременно нескольким игрокам. Когда персонаж попадает в подземелье, он может видеть статую богини и площадку перед ней. Для того, чтобы попасть вглубь подземелья, игрок должен выбросить на площадку специальный предмет (обычно билет). В этот момент для игрока или партии генерируется отдельное подземелье, и их персонажи перемещаются туда.
Подземелье представляет собой систему комнат и коридоров. Во время исследования подземелья персонаж будет находить сундуки или иные устройства, открытие или активация которых будет вызывать монстров. Персонаж должен победить их, чтобы продолжить свой путь. В конце каждого подземелья находится большой зал, в котором, как правило, обитает хозяин подземелья (часто в сопровождении других монстров). После того, как хозяин подземелья и его прислужники будут повержены, откроется сокровищница с наградой за зачистку подземелья. Размер награды зависит от количества персонажей в подземелье на момент открытия двери.

### Тир на Ног
Tir Na Nog появляется в Поколении 1, Поколении 2 и на протяжении большей части Поколения 3. Тир На Ног — параллельный Тирконнеллу мир, который заселен зомби и дикими тварями. Когда-то он был заселен людьми, но после нашествия Фоморов на его территории практически никого не осталось в живых.
Уникальной способностью Другого Мира является то, что у игрока нет возможности использовать для воскрешения Nao Soul Stones. В случае смерти персонажа он будет отправлен обратно в Erinn.
Чтобы попасть в Тир на Ног, нужно выбросить Black Fomor Pass на алтарь в Barri Dungeon и полностью зачистить подземелье. После убийства босса в конце подземелья появится Дверь в Иной мир, в которую можно будет войти. Персонаж перенесется в переход между мирами, где позади него будет выход обратно в Erinn, а чуть дальше — будет проход в сам Тир на Ног, через который и требуется пройти.

## Отзывы
| Сводный рейтинг    | Сводный рейтинг |
| Агрегатор          | Оценка          |
| ------------------ | --------------- |
| GameRankings       | 67,67 %         |
| Metacritic         | 72/100          |
| Иноязычные издания |                 |
| Издание            | Оценка          |
| Eurogamer          | 6/10            |
| PC Gamer (UK)      | 73/100          |

В целом, игра была положительно принята публикой. Известный журнал PC Gamer написал рецензию 18 августа 2008 г. ,отметив, что «Mabinogi предлагает множество возможностей для привлечения игроков, как для бесплатной игры», и поставив оценку 72/100. Чуть позже, GameZone написал на игру свою рецензию, в которой подметил: "Mabinogi — отличная MMO для игроков, которые не станут искать людей для прохождения подземелий, а будут наслаждаться красочным, онлайновым миром, который даёт игроку ощущение свободы, когда дело доходит до развития их собственных персонажей, " — и оценил игру в 70/100.

### Официальные сайты игры в мире
- официальный сайт Mabinogi в Южной Корее
- официальный сайт Mabinogi в Японии
- официальный сайт Mabinogi в Тайване
- официальный сайт Mabinogi в Китае
- официальный сайт Mabinogi в Северной Америке и Океании
- официальный сайт Mabinogi в Европе